# Eugène Lelouvier
Eugène Lelouvier (Domfront, 7 juillet 1873- 25 décembre 1937), est un aventurier normand qui mena une vie d'autodidacte explorateur et sportif.

## Biographie

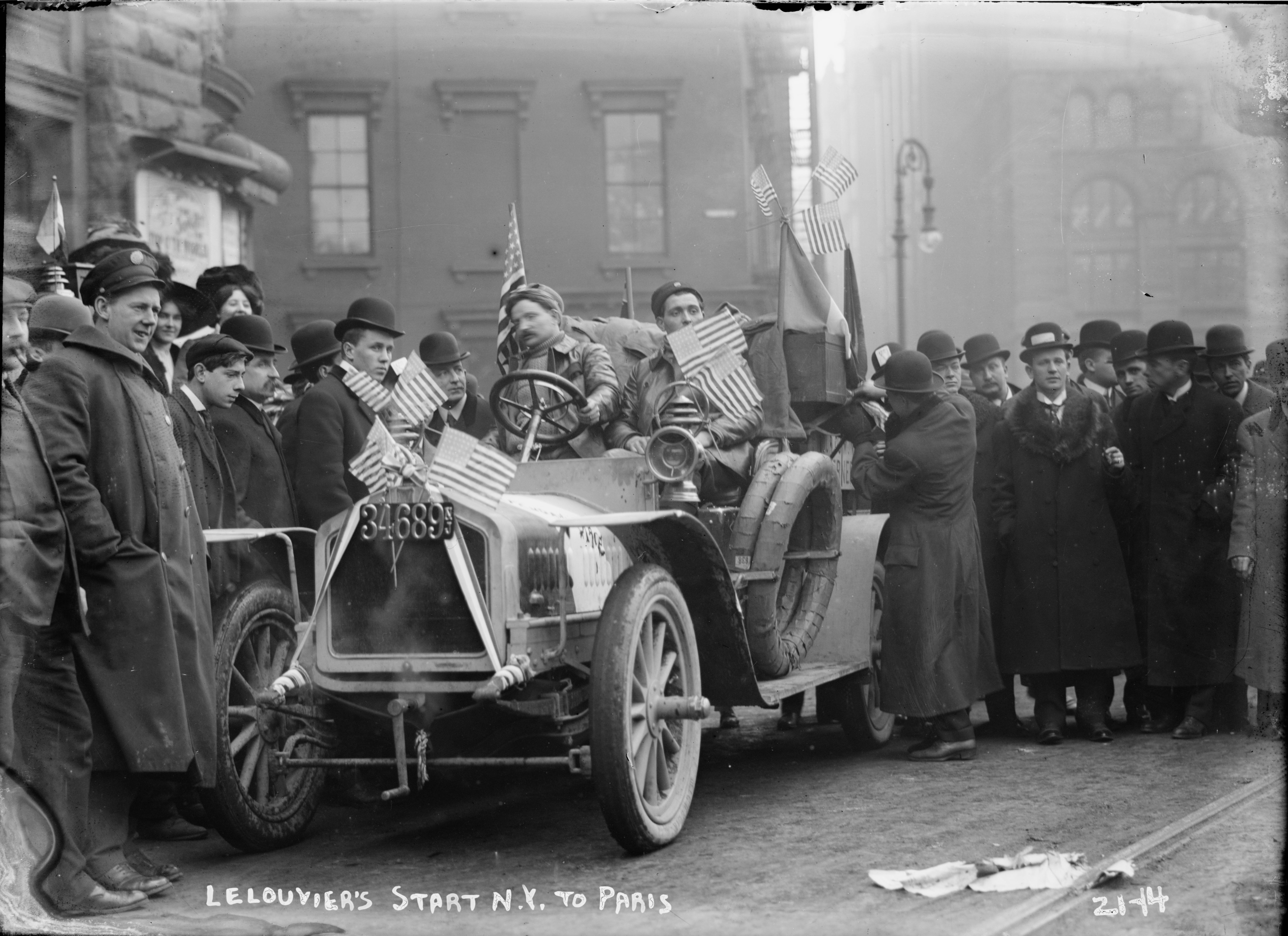
Départ de Lelouvier à New York en 1908.

Eugène Lelouvier, fils d'un boulanger de Domfront, interrompt rapidement ses études poursuivies à l'École des arts et métiers d’Angers pour s'embarquer dans la marine marchande. Il est rescapé de deux naufrages puis s’engage dans l’armée en 1891. Il combat au Tonkin d'où il revient décoré de la médaille militaire puis est muté en Algérie. Il quitte l'armée en 1900.
Il trouve un engagement au journal La Patrie et entreprend un tour du monde à pieds. Il part vers l'Est mais, lors de la traversée de la Sibérie, il est blessé par des bandits et c'est à l’hôpital d'Omsk qu'il rencontre une infirmière, Hélène Kreis, avec qui il se marie en 1903. Désormais à deux, ils doivent arrêter le tour du monde en Manchourie à cause de la guerre russo-japonaise. Fin 1903, ils sont revenus à Paris.
Il travaille un temps au Congo avant d'être engagé par l'usine De Dion-Bouton à Lyon. Sa femme retourne en Russie. En 1907, il prépare avec le journal Le Matin la course automobile Pékin-Paris. Il reconnaît la première étape, il parcourt 2000 km à dos de chameau et traverse à pieds le désert de Gobi pour repérer les points d'eau. Fin 1907, Le Matin lançant un nouveau défi, il participe au grand raid automobile international New York-Paris 1908 par le détroit de Béring. Il est pilote d'une Werner avec Maurice Drieghe et Max Hohmann : le but étant de rejoindre Paris avant les concurrents officiels. Parti la veille du départ et refusant de suivre l'itinéraire officiel, à la suite de désaccords avec ses coéquipiers, il quitte la course après deux jours et regagne la France,
Il s'installe désormais à Moscou où il rejoint sa femme et ses deux enfants et travaille comme mécanicien d'aviation. En 1911, toute la famille regagne Paris. il est mobilisé en 1914 et exerce comme instructeur dans l'aviation mais un accident le blesse grièvement. Il bénéficie du statut de gueule cassée et termine sa vie en 1937 à 64 ans.

## Distinctions
- Médaille militaire
- Médaille commémorative de l'expédition du Tonkin

## Hommage
En mai 2017, la municipalité de Domfront-en-Poiraie (fusion de communes avec Domfront), baptise une rue du nom d'Eugène Lelouvier en présence de Jean Verne, arrière-petit-fils de l'écrivain Jules Verne,.